# Колониальная история Боливии
Колониальная история Боливии охватывает период с 1532 по 1809 гг. и начинается с прибытия Франсиско Писарро и его последователей конкистадоров из быстро растущей Испанской империи в Новый Свет в 1524 году. Но ещё до прихода европейцев Империя инков находилась в упадке. Писарро добился ошеломляющих успехов в своей военной кампании против инков, которые, несмотря на оказанное сопротивление, потерпели поражение, и в 1538 году испанцы полностью разгромили силы инков у озера Титикака, что позволило испанцам проникнуть в центральную и южную Боливию.
Хотя сопротивление местных жителей продолжалось в течение нескольких лет, испанские завоеватели продвигались вперед, основав города Ла-Пас в 1549 году и Санта-Крус-де-ла-Сьерра в 1561 году. В регионе, тогда известном как Верхнее Перу, испанцы нашли сундук с минеральными сокровищами, которые они искали. В Потоси была самая большая концентрация серебра в западном мире. На пике своего развития в 16 веке в Потоси проживало более 150 000 человек, что сделало его крупнейшим городским центром в мире. В 1570-х годах вице-король Франсиско де Толедо ввел принудительную форму труда, мита, которая требовала, чтобы коренные мужчины из горных районов каждые шесть лет работали на шахтах. Мита, наряду с технологическими достижениями в области переработки, привела к процветанию добычи полезных ископаемых в Потоси.
В начале 18 века горнодобывающая промышленность вступила в длительный период упадка, о чем свидетельствует затмение Потоси Ла-Пасом. После 1700 года из Верхнего Перу в Испанию отправлялось лишь небольшое количество слитков. В середине 18 века контроль Испании над Южной Америкой начал ослабевать. В 1780 году потомок инков Тупак Амару II возглавил почти 60 000 местных жителей в битве против испанцев у перуанского города Куско. Испания подавила восстание в 1783 году и казнила тысячи местных жителей в качестве наказания, но восстание продемонстрировало ненадежный характер испанского колониального правления в Андах.

## Завоевание и колониальное правление, 1532—1809 гг

### Завоевание и поселение

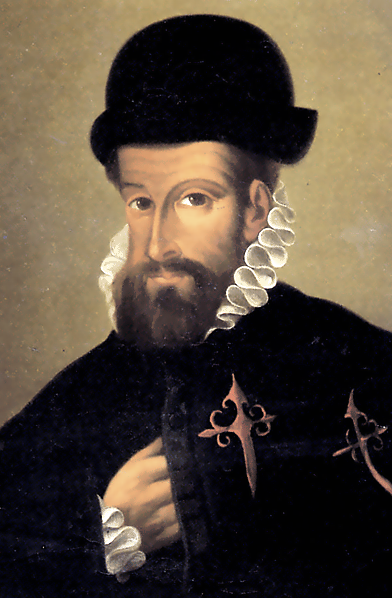
Франсиско Пизарро

Франсиско Писарро, Диего де Альмагро и Эрнандо де Луке возглавили испанское открытие и завоевание Империи инков. Впервые они отплыли на юг в 1524 году вдоль побережья Тихого океана из Панамы, чтобы подтвердить легендарное существование золотой земли под названием Биру.

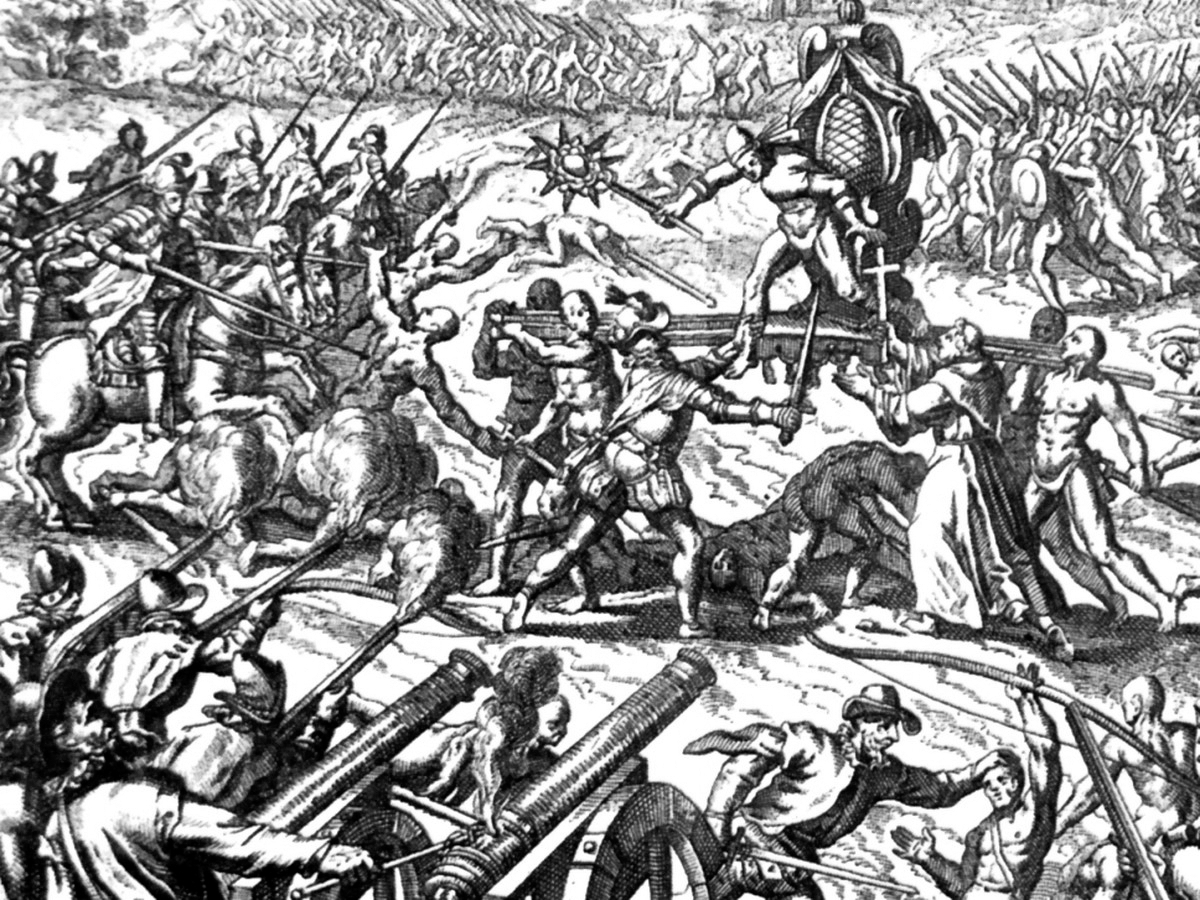
Современная гравюра битвы при Кахамарке.

Поскольку быстро расширяющаяся Империя инков была внутренне слабой, завоевание выдалось на удивление легким. После смерти Инки Уайна Капак в 1527 году, его сыновья Уаскар и Атауальпа вели гражданскую войну за престолонаследие. Хотя Атауальпа победил своего брата, он еще не укрепил свою власть, когда испанцы прибыли в 1532 году, и серьезно недооценил их силу. Атауальпа не пытался победить Писарро, когда он прибыл на побережье в 1532 году, потому что правитель инков был убежден, что те, кто командовал горами, также контролировали побережье. Когда Писарро заключил союзы с индейцами, которые возмущались правлением инков, Атауальпа не изменил церемониальный подход инков к войне, который включал в себя проведение атак при свете полной луны. 16 ноября 1532 года Писарро взял Атауальпу в плен во время их первой встречи и даже после уплаты выкупа, эквивалентного полувековому производству золота и серебра в Европе, казнил его. Год спустя Куско пал.
Несмотря на быструю победу Писарро, вскоре начались восстания индейцев, которые периодически продолжались в течение всего колониального периода. В 1537 году Манко Инка, которого испанцы сделали марионеточным императором, восстал против новых правителей и восстановил государство «неоинков». Это государство продолжало бросать вызов испанской власти даже после того, как испанцы подавили восстание и обезглавили Тупака Амару на городской площади Куско в 1572 году. Позднее восстания в боливийском нагорье обычно организовывались старейшинами общины и носили локальный характер, за исключением являясь великим восстанием Тупака Амару II в восемнадцатом веке.
В течение первых двух десятилетий испанского правления заселение боливийского нагорья, ныне известное как Верхнее (Альто) Перу или Чаркас, было отложено из-за гражданской войны между Писарро и Альмагро. Два конкистадора разделили территорию инков, при этом север находился под контролем Писарро, а юг — под контролем Альмагро. Бои вспыхнули в 1537 году, когда Альмагро захватил Куско после подавления восстания инков Манко. Писарро победил и казнил Альмагро в 1538 году после битвы при Лас Салинас, но сам был убит тремя годами позже бывшими сторонниками Альмагро. Брат Писарро Гонсало взял на себя управление Верхним Перу, но вскоре был втянут в восстание против испанской короны. Только после казни Гонсало Писарро в 1548 году Испании удалось восстановить свою власть; позже в том же году колониальные власти основали город Ла-Пас, который вскоре стал важным торговым и перевалочным центром.

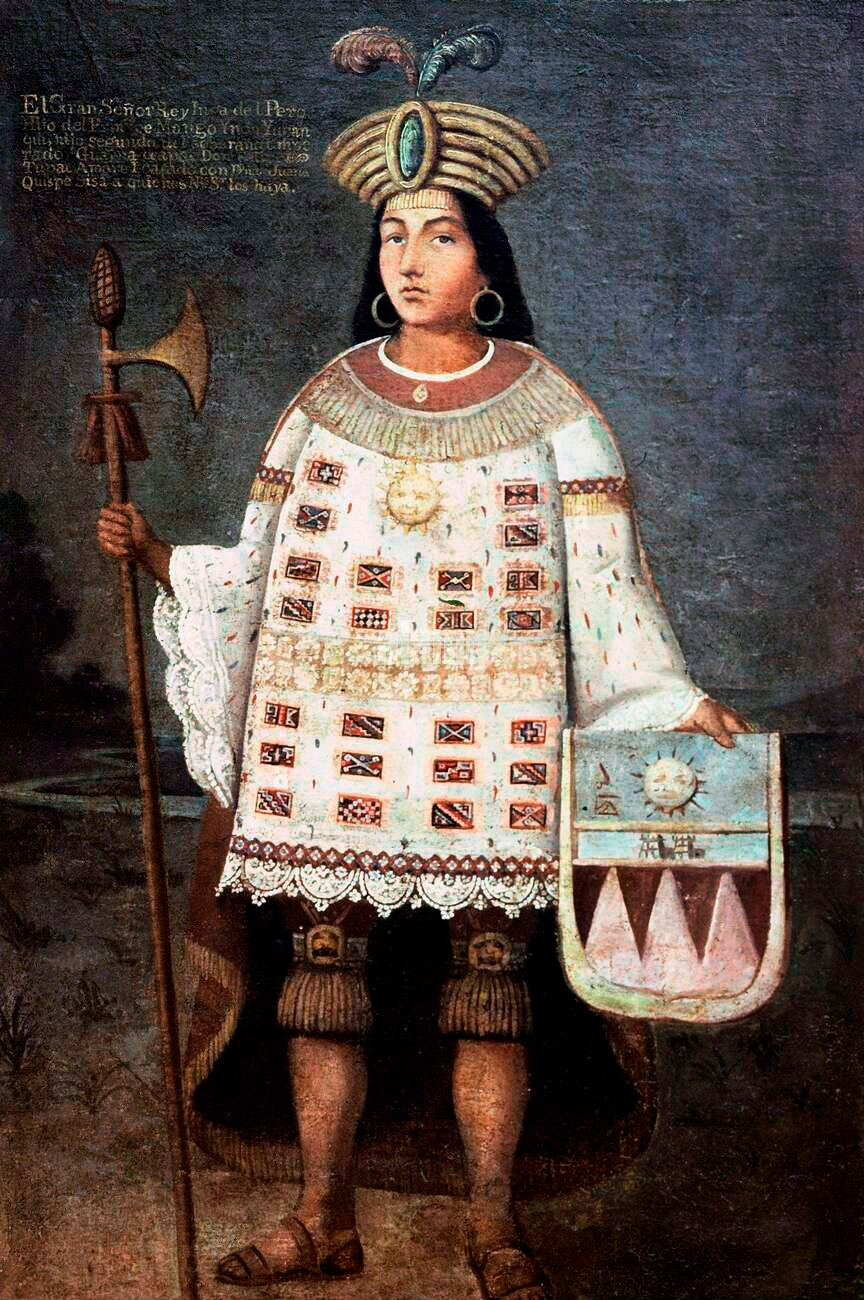
Тупак Амару

Индейское сопротивление задержало завоевание и заселение боливийской низменности. Испанцы основали Санта-Крус-де-ла-Сьерра в 1561 году, но Гран-Чако, колониальное название засушливого региона Чако, оставалось горячей точкой на протяжении всего колониального периода. В Чако индейцы, в основном чиригуано, совершали безжалостные нападения на колониальные поселения и оставались независимыми от прямого испанского контроля.

### Экономика колониального Верхнего Перу
Испания сразу осознала огромный экономический потенциал Верхнего Перу. Высокогорья были богаты полезными ископаемыми, а в Потоси была самая большая концентрация серебра в западном мире. Район был густонаселенным и мог предоставить рабочих для серебряных рудников. Кроме того, Верхнее Перу могло обеспечить едой шахтеров Альтиплано.

#### Добыча серебра

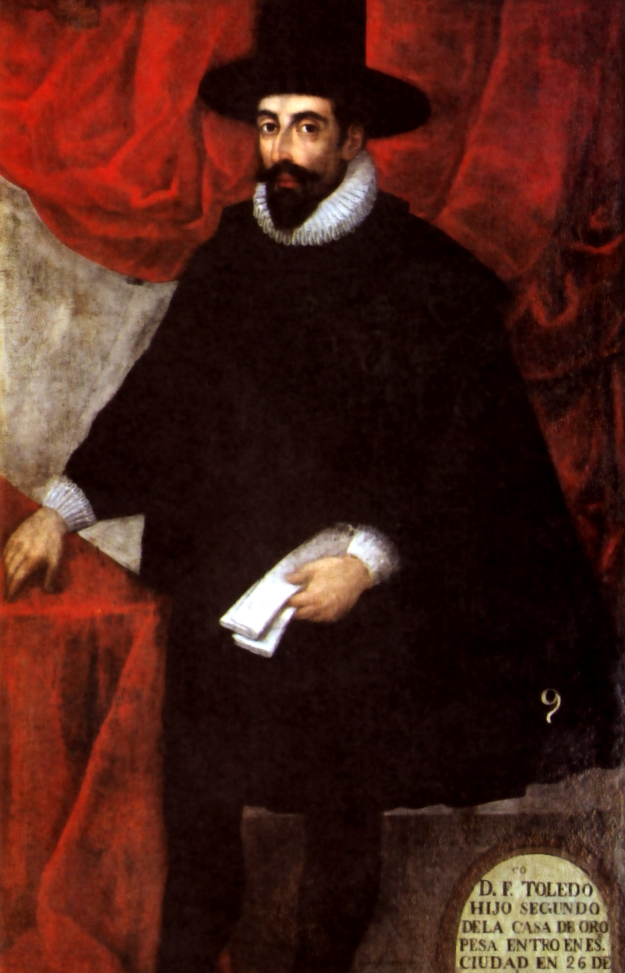
Толедо, Франсиско де

Несмотря на эти условия, производство серебра в колониальный период сильно колебалось. После первоначального пятнадцатилетнего всплеска производства в 1560 году производство начало падать в результате острой нехватки рабочей силы, вызванной неспособностью индейского населения противостоять европейским болезням. Примерно в то же время богатые поверхностные месторождения Потоси истощились, а это означало, что для добычи серебра потребуется еще больше труда. С нехваткой рабочей силы была решена Франсиско де Толедо, энергичным вице-королём (личный представитель короля) Перу, во время визита в Верхнее Перу в 1570-х годах. Толедо использовал доколумбовую миту для поиска принудительного труда на рудниках в Потоси примерно в шестнадцати высокогорных районах, которые были определены как добывающие мита. Взрослых мужчин могут потребовать каждые шесть лет работать на рудниках. Отныне добыча в Потоси зависела от миты, а также от трудовой системы, в которой относительно свободные люди работали вместе с теми, кого принуждали. Толедо также регулировал законы о добыче полезных ископаемых, основал монетный двор в Потоси и ввел процесс амальгамы ртути. Принятие процесса амальгамы было особенно важным, поскольку оно устранило контроль индейцев над переработкой.
Вторая проблема — истощение поверхностных руд с высоким содержанием, потребовала технологических новшеств. Гидроэнергия приобрела все большее значение из-за строительства крупных перерабатывающих центров. К 1621 году система водохранилищ вместимостью в несколько миллионов тонн обеспечивала постоянное снабжение водой перерабатывающих заводов. После решения трудовых и технологических проблем добыча серебра начала процветать. К середине 17 века она в Потоси стала настолько важной, что в городе проживало самое большое население в Западном полушарии — около 160 000 жителей.
После окончания 17-го бума в горнодобывающей промышленности произошел значительный спад. Истощение первых богатых жил требовало более глубоких и дорогих шахт. Быстрое сокращение индейского населения в результате болезней и эксплуатации мита также способствовало сокращению производства серебра. После 1700 г. в Испанию отправлялось лишь небольшое количество слитков из Верхнего Перу.
Короли династии Бурбонов в Испании пытались реформировать колониальную экономику в середине восемнадцатого века, возродив горное дело. Испанская корона оказала финансовую поддержку, необходимую для разработки более глубоких шахт, и в 1736 году согласилась снизить ставку налога с 20 до 10 процентов от общего объема добычи. Корона также помогла создать банк-закупщика полезных ископаемых, Banco de San Carlos в 1751 году, и субсидировала цены на ртуть для местных шахт. Основание металлургической академии в Потоси показало, что корона заботится о технических улучшениях в производстве серебра. Однако попытки возродить горнодобывающий сектор в Верхнем Перу были лишь частично успешными и не смогли остановить экономический крах Потоси в начале XIX века. Тем не менее, горнодобывающая промышленность оставалась критически важной для экономики Верхнего Перу, потому что поставки продовольствия из долин в горнодобывающие центры на Альтиплано влияли на сельскохозяйственное производство .

#### Сельское хозяйство
Сначала земледелие состоялось на колониальных энкомьендах. Корона предоставила небольшому числу конкистадоров право на труд и продукцию индейцев, живших на энкомьендах, и к 1650-м годам в Верхнем Перу насчитывалось около восьмидесяти двух энкомьенд. Энкомендеро стремился монополизировать сельскохозяйственное производство, контролировать дешевую индейскую рабочую силу и собирать дань, которую индейцы должны были платить короне. Поскольку энкомендеро было трудно контролировать, они злоупотребляли своими работниками. Корона неоднократно пыталась подчинить индейцев своей прямой юрисдикции и контролю.
Во второй половине шестнадцатого века сельскохозяйственное производство переместилось из энкомьенд в крупные поместья, на которых индейцы работали в обмен на использование земли. Кочабамба стала крупным производителем кукурузы и пшеницы, а во времена колониального правления долины производили листья коки в больших количествах.
Помимо добычи полезных ископаемых и сельскохозяйственного производства, индейская дань (алькабала) становилась все более важным источником дохода для короны, несмотря на миграцию индейцев, из-за желания избежать уплату. Ранние попытки собрать дань с индейцев путем переселения их в деревни или коренные общины (comunidades indígenas) не увенчались успехом из-за сопротивления как энкомендеро, так и индейцев. Но к концу 18 века рост индейского населения, расширение выплаты дани всем индийским мужчинам (включая тех, кто владел землей) и относительное снижение доходов от рудников в совокупности сделали алькабалу вторым по величине источником дохода. в Верхнем Перу. Выплаты дани также увеличились, потому что испанский абсолютизм не делал уступоков человеческим несчастьям, таким как стихийные бедствия. Дань индейцев увеличивалась на 1 миллион испанских долларов ежегодно.

## Колониальное государство, церковь и общество

### Администрация
Долголетие испанской империи в Южной Америке можно частично объяснить успешным управлением колониями. Сначала Испания была в первую очередь заинтересована в контроле над независимыми конкистадорами, но вскоре главной целью стало поддержание потока доходов короне и сбор дани товаров и труда с индейцев. С этой целью Испания вскоре создала тщательно продуманную бюрократию в Новом Свете, в которой различные учреждения выполняли функции сторожевых псов, а местные чиновники обладали значительной автономией.
Верхнее Перу, сначала входивший в состав вице-королевства Перу, был включен в новое вице-королевство Рио-де-ла-Плата (столицей которого был Буэнос-Айрес), когда оно был создан в 1776 году. Наместнику помогал audiencia (совет), который одновременно являлся высшей апелляционной инстанцией в данной юрисдикции и, в отсутствие наместника, также имел административные и исполнительные полномочия.
Богатство Верхнего Перу и его удаленность от Лимы убедили её власти в 1558 году создать аудиенцию в городе Чукисака (современный Сукре). Юрисдикция audiencia, известная как Audiencia of Charcas, первоначально охватывала радиус 100 «лиг» (179 600 гектаров) вокруг Чукисаки, но вскоре она начала включать в себя Санта-Крус и территорию, принадлежащую нынешнему Парагваю, а до 1568 г. также весь район Куско. Президент audiencia имел судебную, а также административную и исполнительную власть в регионе, но только в повседневных делах; более важные решения принимались в Лиме.
Испания осуществляла контроль над более мелкими административными единицами в колониях через королевских чиновников, таких как коррехидор, который представлял короля в муниципальных органах власти, избираемых их гражданами. К началу 17 века в Верхнем Перу было четыре коррехидора.
В конце 18 века Испания провела административную реформу, чтобы увеличить доходы короны и устранить ряд злоупотреблений. Была создана система интендантов, дающая широкие полномочия высококвалифицированным чиновникам, непосредственно подчинявшимся королю. В 1784 году Испания создала четыре интендантных округа в Верхнем Перу, охватив современные департаменты Ла-Пас, Кочабамба, Потоси и Чукисака.
Испанская корона сначала косвенно контролировала местные органы власти, но со временем процедуры стали централизованными. Сначала вице-король Франсиско де Толедо подтвердил права местной знати и гарантировал им местную автономию. Но в конечном итоге корона наняла испанских чиновников, corregidores de indios, для сбора дани и налогов с индейцев. Corregidores de indios также импортировали товары и вынуждали индейцев покупать их — широко распространенная практика, которая оказалась огромным источником богатства для этих чиновников, но вызвала сильное недовольство среди индейцев.

### Религия
С первыми испанскими поселенцами в Верхнее Перу пришли светские и обычные священнослужители, начав обращение индейцев в христианство. В 1552 году в Ла-Плате был основан первый диоцез в Верхнем Перу; в 1605 году Ла-Пас и Санта-Крус также стали диоцезами. В 1623 году иезуиты основали Королевский и Папский Высший университет Святого Франциско Хавьера, первый университет Верхнего Перу.
Хотя официальная религия инков быстро исчезла, индейцы продолжали исповедовать свои местные верования под защитой местных индейских правителей. Но по мере того как христианство влияло на индейцев, возник новый народный католицизм, включающий символы местной религии. Церковь терпимо относилась к местным индийским религиям. Например, в 1582 году епископ Ла-Платы разрешил индейцам построить святилище темной Девы Копакабаны на берегу озера Титикака (с тех пор Копакабана является традиционным религиозным центром аймара).

### Положение коренных народов
Завоевание и колониальное правление были для индейцев травматическим опытом. Коренное население, легко восприимчивое к европейским болезням, быстро сокращалось. Положение индейцев ухудшилось в 18 веке, когда Испания потребовала более высоких выплат дани и увеличения обязательств мита в попытке увеличить добычу полезных ископаемых.
Эти глубокие экономические и социальные перемены, а также распад местной культуры способствовали росту пристрастия к алкоголю. До прихода испанцев инки употребляли алкоголь только во время религиозных церемоний. Индейское использование листа коки также увеличилось, и, согласно одному летописцу, в конце XVI века «только в Потоси торговля кокой составляет более полумиллиона песо в год, из которых потребляется 95 000 корзин.»
Реакция индейцев на колониальное правление и обращение в христианство была разной. Многие индейцы адаптировались к испанским традициям, нарушив свои и активно пытались войти в рыночную экономику. Они также использовали суды для защиты своих интересов, особенно от новых начислений дани. Другие по возможности придерживались своих обычаев, а некоторые восставали против белых правителей.

## Восстания местного населения
Местные, в основном несогласованные, восстания происходили на протяжении всего периода колониального правления. Только в 18 веке в Боливии и Перу произошло более 100 восстаний. В то время как ранние индейские восстания были антихристианскими, восстания с конца шестнадцатого века были основаны на мессианской христианской символике, которая была римско-католической и антииспанской. Такие выступления в Боливии, как восстание Алехо Калатаюда в Кочабамбе 1730 года или заговор Хуана Велеса де Кордовы в Оруро 1739 года, возымели значительный резонанс.
Растущее недовольство индейцев колониальным правлением вызвало восстание Тупака Амару II. Урождённый Хосе Габриэль Кондорканки, этот образованный испаноязычный индеец взял имя своего предка Тупак Амару. В 1770-х годах он был озлоблен жестоким обращением с индейцами corregidores de indios. В ноябре 1780 года Тупак Амару II и его последователи схватили и казнили особо жестокого corregidores de indios. Хотя Тупак Амару II настаивал на том, что его движение было реформистским и не стремилось свергнуть испанское правление, его требования включали автономный регион для коренных жителей. Восстание быстро переросло в полномасштабную революцию. Приблизительно 60 000 индейцев в Перу и Боливийских Андах присоединились к ней. Одержав несколько побед, включая поражение испанской армии численностью 1200 человек, Тупак Амару II был схвачен и убит в мае 1781 года; тем не менее восстание продолжалось, прежде всего в Верхнем Перу. Там сторонник Тупака Амару II, индейский вождь Томас Катари, возглавил восстание в Потоси в первые месяцы 1780 года. Катари был убит испанцами за месяц до Тупака Амару II. Другое крупное восстание возглавил Хулиан Апаза, пономарь, который взял имена двух мятежных мучеников, назвав себя Тупак Катари. Он осаждал Ла-Пас более 100 дней. Испании не удавалось подавить все восстания до 1783 года, а после были казненны тысячи индейцев.

## Рост креоло-инакомыслия
В конце 18 века среди креолов (лиц чистого испанского происхождения, родившихся в Новом Свете) росло недовольство испанским правлением. Креолы начали играть активную роль в экономике, особенно в горнодобывающей промышленности и сельскохозяйственном производстве, и поэтому возмущались торговыми барьерами, установленными меркантилистской политикой испанской короны. Вдобавок креолы были возмущены тем, что Испания зарезервировала все административные должности высшего уровня для peninsulares (лиц, рожденных в Испании и проживающих в Новом Свете).
Просвещение с его упором на разум, сомнение в авторитете и традициях, а также индивидуалистические тенденции также способствовало возникновению креоло-недовольства. Инквизиция не скрывала сочинения Никколо Макиавелли, Бенджамина Франклина, Томаса Пейна, Жан-Жака Руссо, Джона Локка и других из испанской Америки; их идеи часто обсуждались креолами, особенно теми, кто получил образование в университете в Чукисака. Сначала на креолов Верхнего Перу повлияла Французская революция, но в конце концов они отвергли ее как слишком жестокую. Хотя Верхнее Перу был принципиально лоялен Испании, идеи Просвещения и независимости от Испании продолжали обсуждаться разрозненными группами радикалов.